# Privilegierte Bogenschützen-Gesellschaft zu Dresden

Abzeichen der Privilegierten Bogenschützen-Gesellschaft zu Dresden von 1890

Die Privilegierte Bogenschützen-Gesellschaft zu Dresden gilt als älteste Schützenvereinigung der Stadt Dresden. Ihre Gründung geht auf 1446 zurück. Bekannt als Ausrichter höfischer Vogelschießen und der 1977 aus dem Stadtmuseum Dresden geraubten Königskette, ist ihr Wirken eng mit dem Volksfest Dresdner Vogelwiese verbunden.

## Geschichte

### Entstehung

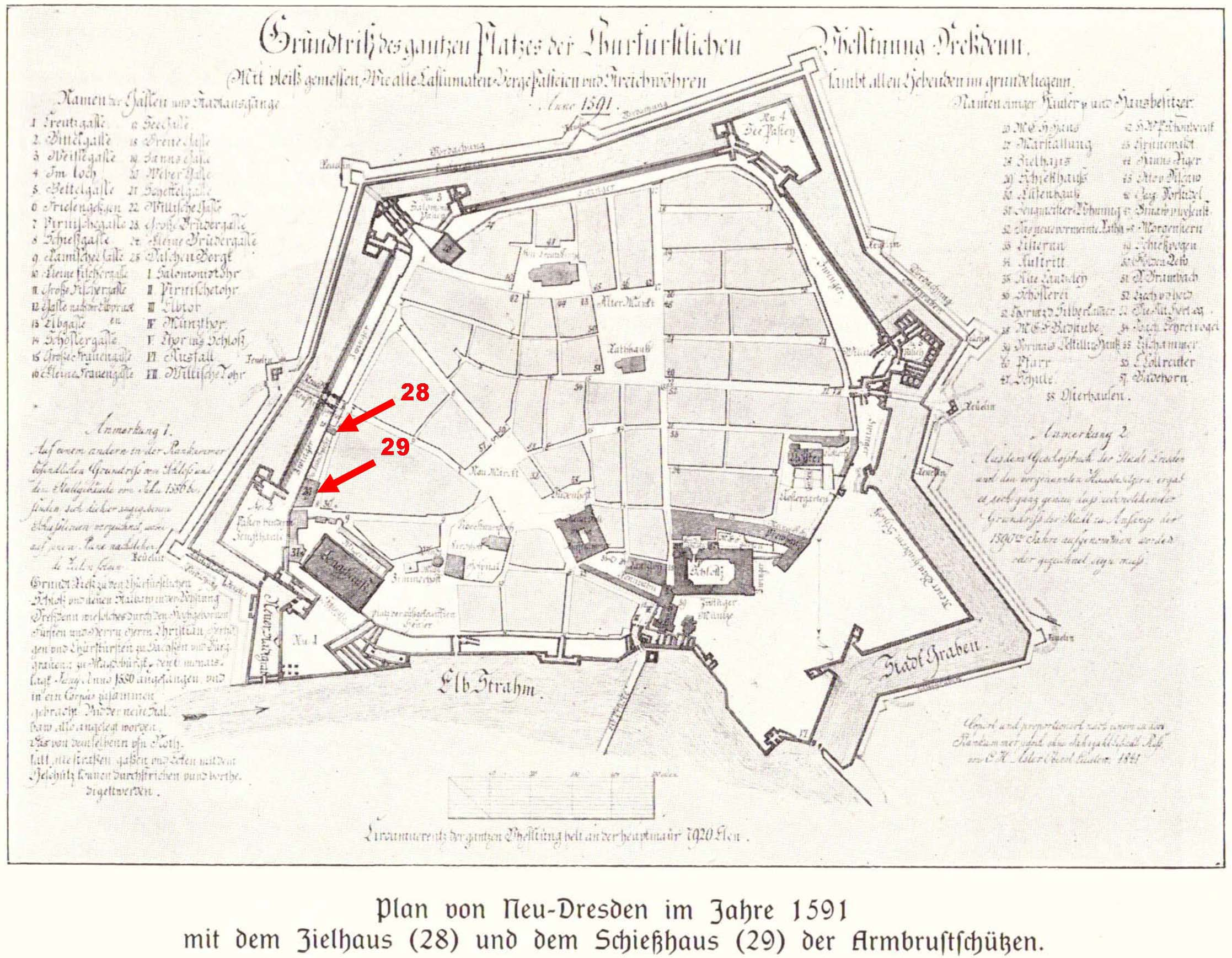
Stadtplan der heutigen Inneren Altstadt von Dresden im Jahr 1591 mit Ratsschießgarten und (29) Schießhaus und (28) Zielhaus.

Ende des 13. Jahrhunderts war die heutige Innere Altstadt von den Dresdner Befestigungsanlagen umgeben, zu denen eine etwa fünf Meter hohe Stadtmauer gehörte, die bei drohenden Angriffen von Dresdner Einwohnern verteidigt wurde. Die wirkungsvollste Waffe war dabei die Armbrust, in deren Umgang sich die Bürger regelmäßig in dem zu Friedenszeiten trockengelegten Stadtgraben übten. Dieser Platz, auch als Schützengraben und später als Ratsschießgarten bezeichnet, befand sich vermutlich nach der Schleifung der alten Wehranlagen parallel verlaufend zur Schießgasse; etwa vom heutigen Kurländer Palais bis zum Pirnaischen Tor am inneren Festungswall oder im sogenannten Zwinger. In einer Ratsrechnung fand sich 1401 erstmals der Verweis auf die Existenz eines Schießhauses, das den Schützen auch als Versammlungsort diente. Geschossen wurde nach strengem Reglement auf an einer Holzwand befestigte Ziele. Zu besonderen Anlässen schoss man auf den hölzernen Vogel an „niedriger Stange“ (Höhe 20 Meter) mit „Halber Rüstung“ (Bezeichnung der Armbruststärke), sonst auf das 70 Meter weit entfernte Kranz- oder Zirkelblatt. Letzteres glich einer Schießscheibe ohne Ringeinteilung mit einem Durchmesser von 18 Zentimetern und einem in der Mitte befindlichen mit Pergamentpapier abgedeckten Loch, welches dem Durchmesser der Armbrustbolzenstärke von etwa 1,5 bis 2 Zentimeter entsprach. Den besten Treffer nannte man „Zweck- oder Cirkullschuß“; dabei ging der Bolzen unversehrt durch das Loch in eine dahinter aufgestellte Zielwand.
Die mit einer Armbrust Bewaffneten nannte man wegen des verwendeten Stahlbogens auch Bogen-, Armbrust-, Rüstungs- oder Stahlschützen; sie galten lange Zeit als gefährlichste Krieger des Mittelalters.
Von 1400 bis 1486 mussten die Dresdner Armbrustschützen entsprechend geltender Wehrverfassung zusätzlich zum Wach- und Verteidigungsdienst 49-mal ihrem Landesfürsten Heerfolge nach Böhmen, Franken, Thüringen, Brandenburg und Schlesien leisten. In dieser Zeit begannen sie sich nach dem Vorbild der Zünfte und Bruderschaften zu organisieren und gesellschaftlichen Einfluss zu erlangen. Im Jahr 1446 erkannte Kurfürst Friedrich II. die Armbrustschützen durch Erteilung von Privilegien erstmals als Vereinigung an. Die Privilegien bestanden u. a. darin, dass die Schützen – wie die Zünfte und Bruderschaften auch – ihre eigenen Altäre in den Gotteshäusern mit ihren Schutzheiligen (Sebastian) unterhalten durften. Zweimal im Jahr erhielten sie die „Lundischen Hosentücher“ (Tuch aus Leyden) für die Pluderhosen und ihnen wurde das Recht zugestanden, bei Schützenauszügen und Prozessionen in voller Bewaffnung gleich hinter den Ratsherren zu gehen.

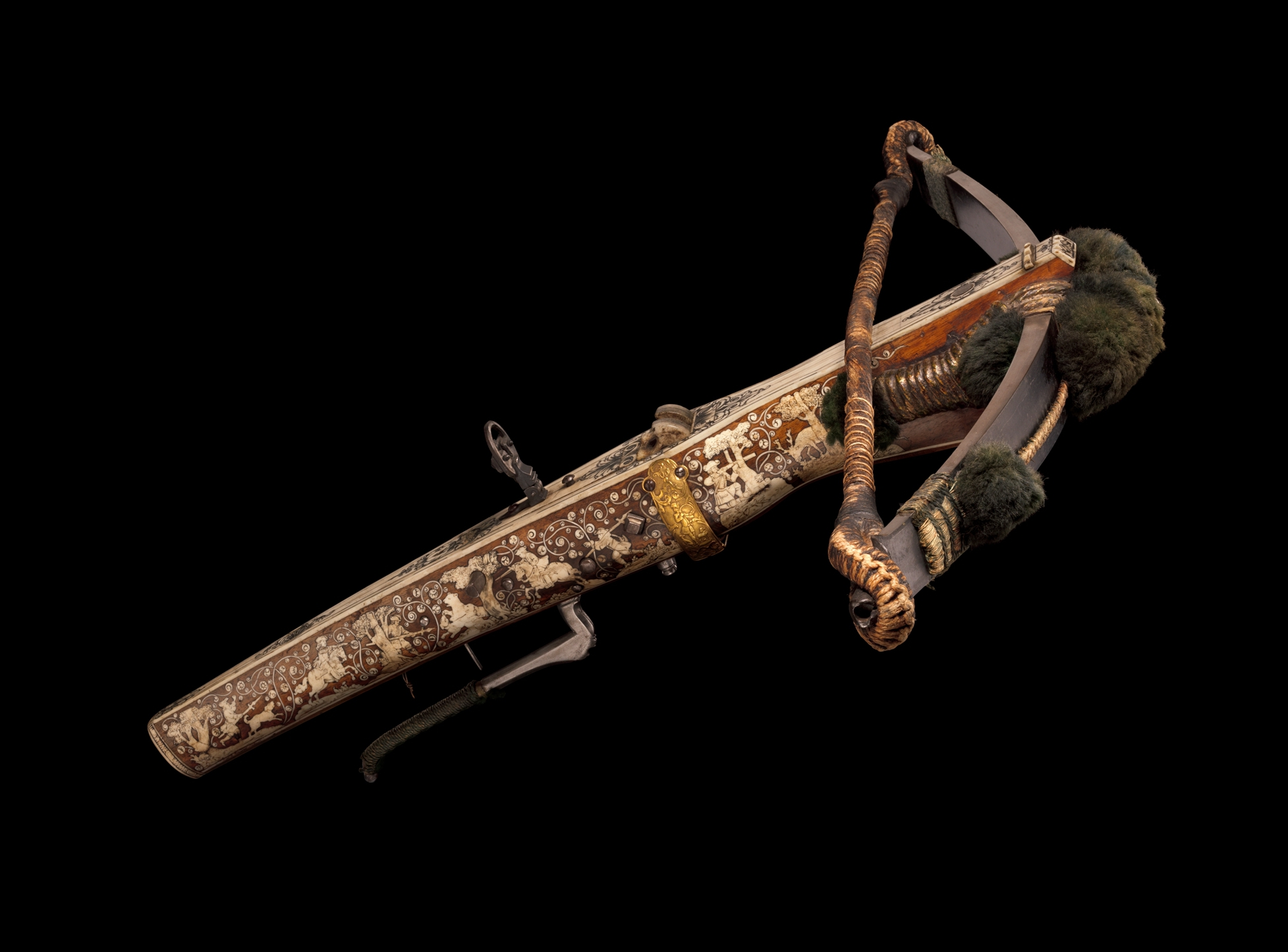
Armbrust (Halbe Rüstung)

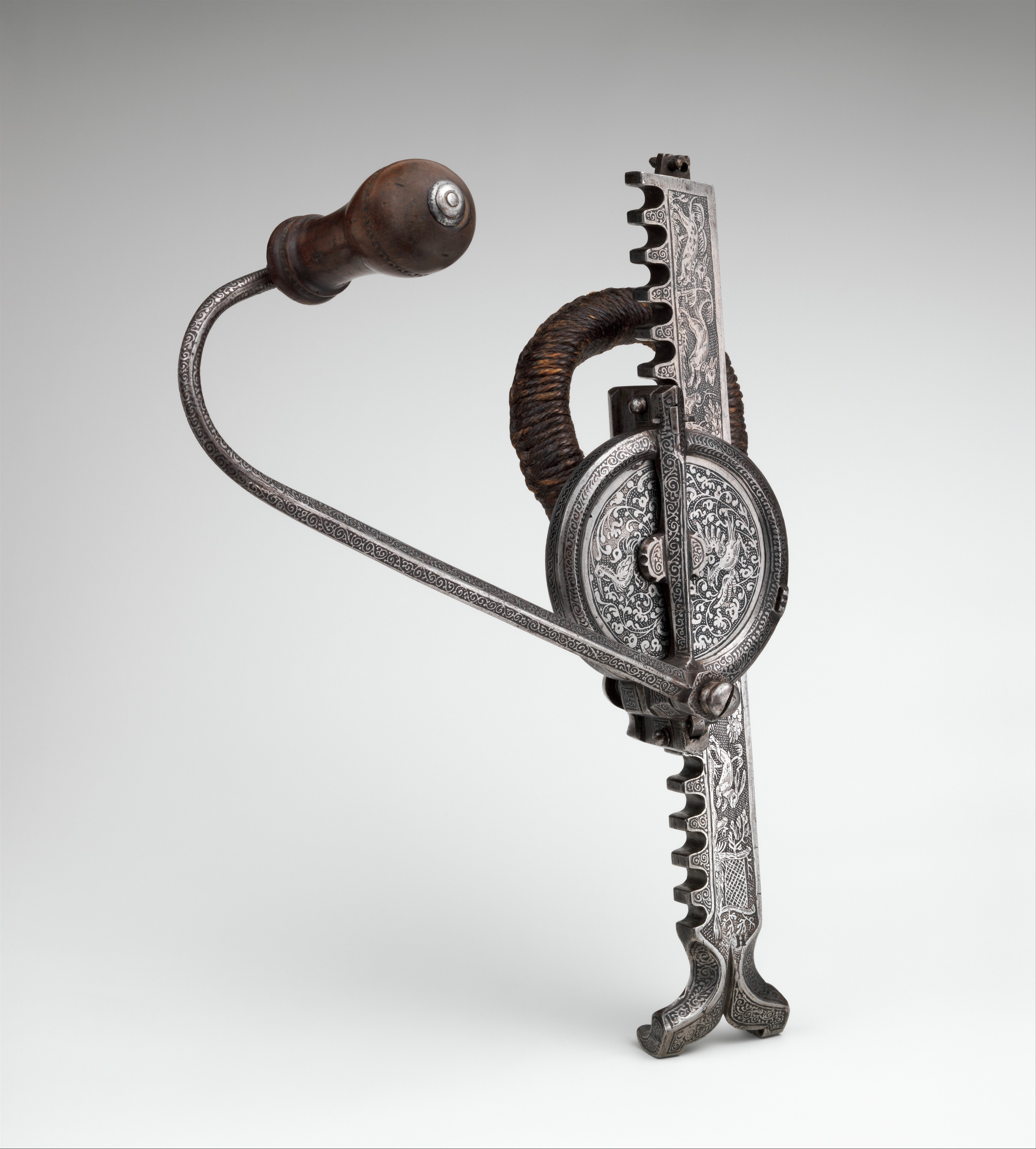
Armbrustwinde (Halbe Rüstung)

Durch die rasante Weiterentwicklung der Feuerwaffen verlor die Armbrust als Fernwaffe zunehmend an Bedeutung. Jüngere und besser gestellte Armbrustschützen wechselten bereits Ende des 14. Jahrhunderts ihre Bewaffnung und wurden Büchsenschützen. Zwistigkeiten wegen unterschiedlicher Auslegung des Regelwerkes beim gemeinsamen Übungsschießen nahmen zu und machten eine neue Schützenordnung notwendig; nach deren Einführung stand diese unter strenger Aufsicht des Rates. 1549 trennten sich die Büchsenschützen folglich von den Armbrustschützen und erhielten vom Rat der Stadt einen eigenen Übungsplatz vor dem Wilsdruffer Tor auf der Viehweide, am heutigen Schützenplatz. An dieser Stelle wurden bereits zuvor und gelegentlich noch bis in das Jahr 1724 gemeinsame Vogelschießen abgehalten.
Ab dem zweiten Jahrzehnt des 16. Jahrhunderts wurden die Bürger nicht mehr zur Heerfolge aufgeboten. Unter Kurfürst Moritz bildeten sich aus den angeworbenen Landsknechten Söldnerheere, mit denen der Kurfürst seine Kriegszüge führte. Für städtische Bewachungs- und Verteidigungsaufgaben wurden jedoch die Bürger gemäß geltender Wehrverfassung noch bis ins 18. Jahrhundert herangezogen.
Der preußische Beschuss Dresdens während des Siebenjährigen Krieges zerstörte über 400 Häuser, öffentliche Gebäude und Palais, darunter die Kreuzkirche, das Gewandhaus und den Ratsschießgarten am Stadtgraben. Für den Rat gab es keinen Grund mehr, die zerstörten Baulichkeiten im Ratsschießgarten aufzubauen, zumal Notwendigkeit und Nutzen der Schießübungen mit der Armbrust nicht mehr zeitgemäß waren. Das Grundstück wurde an den damaligen Gouverneur, den Chevalier de Saxe, verpachtet und das angrenzende Wackerbarthsche Gouverneurshaus – später als Kurländer Palais bekannt – 1764 wiederhergestellt.
Für die Bogenschützen-Gesellschaft wurde eine Neuausrichtung notwendig. Nach Jahrzehnte andauernder Uneinigkeit wurden Anfang des 18. Jahrhunderts die erforderlichen Änderungen des Gesellschaftszwecks sowie die Anpassung veralteter Schießordnungen möglich. Aus dem „Feldschießen“ nach dem Zirkelblatt wurde ein „Lustschießen“ nach dem Vogel als wesentlicher Gesellschaftszweck beschlossen. Der Rat der Stadt genehmigte diesen Beschluss; damit war der Weg zur Kommerzialisierung des nun alljährlich und öffentlich stattfindenden Vogelschießens frei.

### Festschießen
Seit Ende des 15. Jahrhunderts hielt der Rat zu Pfingsten Heerschau über die waffenfähigen Bürger. Sie galt als Inspektion von Bewaffnung und Ausrüstung und stand unter Verantwortung der für die vier Stadtviertel zuständigen „Viermeister“. Nach altem Brauch wurde zum Schluss auf Stadtkosten ein Fass Bier geleert und ein Vogelschießen durchgeführt. Die älteste urkundliche Erwähnung eines Vogelschießens der Armbrustschützen stammt aus dem Jahr 1440. Dokumente belegen auch, dass die Schützen des Stadtteils Altendresden (heutige Innere Neustadt) auf der gegenüberliegenden Seite der Elbe ebenfalls eine Vogelstange besaßen.
1577 verlagerten die Armbrustschützen wegen der immer enger werdenden Platzsituation das Vogelschießen auf die Wiese vor dem Ziegelschlag. Dieser Platz befand sich zwischen dem südlich gelegenen Eliasfriedhof und der Elbe im Norden. Er bot aufgrund seiner Größe die Möglichkeit, den Vogel an „hoher Stange“ (Höhe 40–42 Meter) mit „ganzer Rüstung“ abzuschießen. Das erste Pfingstschießen auf dem neuen Platz stattete der Rat unter Beteiligung des Kurprinzen Christian aus.
Sein Enkel, Kurfürst Johann Georg II., beeinflusst von der Hofkultur des Sonnenkönigs Ludwig XIV., regte nach der durch den Dreißigjährigen Krieg eingetretenen Unterbrechung im Jahr 1660 wiederum ein Schießfest an. Mit der Organisation beauftragte er neben Hof- und Regierungsbeamten den Dresdner Bürgermeister, auf seine Kosten ein Frei- oder Landesschießen mit Armbrust und Büchse auf zwei Vögel durchzuführen. Die Liquidität der kurfürstlichen Kasse gestattete ein derartiges Vorhaben wider Erwarten nicht und so sah sich der Rat veranlasst, den kurfürstlichen Wunsch aus dem „Stadtsäckel“ zu bedienen.
Wie zu den über die Landesgrenzen berühmt gewordenen Pfingst- und Landesschießen vorangegangener Zeiten nahm das Schießen von 1660 einen besonderen Stellenwert ein. Zum ersten Mal durften Bürger „mit untadeligen und guten Namen“ teilnehmen, auch wenn sie kein Mitglied der Bogenschützen waren. Die Einlage oder das Startgeld betrug pro Schütze 2 Taler. Neben dem zweitägigen Schießen bot sich für die Bürger der Stadt ein Fest mit allem was es zu dieser Zeit gab. Bauernturniere, Glücksspielbuden, Schaukämpfe und andere Lustbarkeiten zeugten von einer neuen Form des traditionellen Schießens, das sich zu einem Volksfest entwickelt hatte. Nach dem 7. „Rennen“ (Durchgang) am zweiten Tag räumte der Freiherr Kurt Reinicke von Callenberg das zuletzt verbliebene Teil des Vogels von der „Spille“ (Aufnahme des Abschussvogels an der Stange) und wurde Schützenkönig. Den Einnahmen durch Einlagen und Startgeld standen Mehrausgaben in Höhe von 1.280 Talern gegenüber und belasteten den städtischen Haushalt noch lange Zeit.

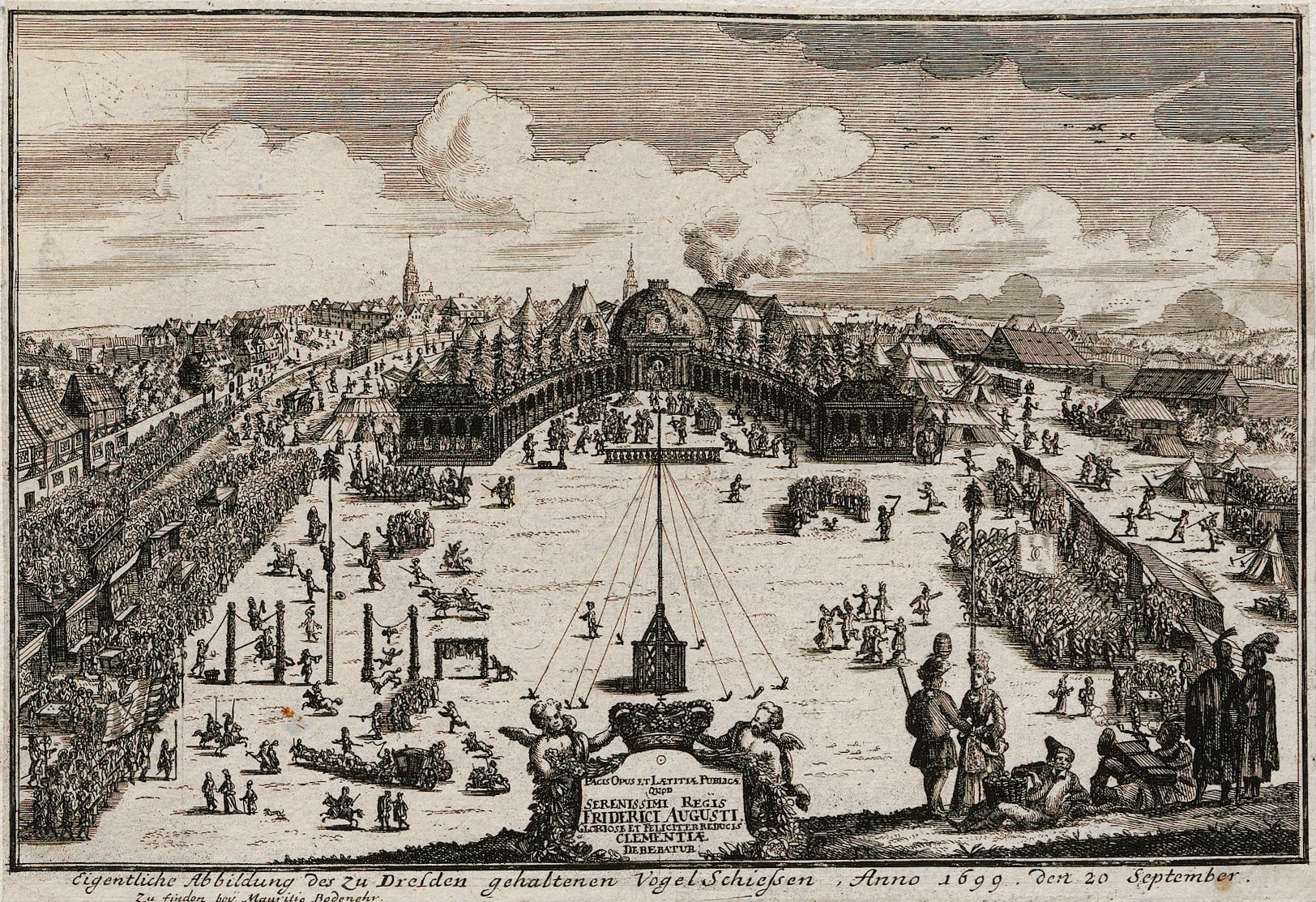
Vogelschießen in Dresden am 20. September 1699

Bestrebungen zur Aussetzung solcher kostspieligen und unter Ratshoheit stehenden Schießen fanden mit dem Jahr 1678 ihren Eingang in der Verwaltungsbehörde der Stadt. Als Kurfürst Friedrich August I. 1699 von seinem Krönungszug nach Polen in die sächsische Residenz heimgekehrt war und befahl, anlässlich seiner Rückkehr wieder ein Festschießen abzuhalten, wurde diese Pause vorerst aufgehoben. Trotz beschränkter Mittel hob sich dieses Schießen in seiner Opulenz und Prachtentfaltung von den bisherigen ab und erlangte für lange Zeit weit über die kursächsischen Landesgrenzen hinaus Berühmtheit.
Ab 1710 entwickelten sich die Schießfeste im Rahmen der kurfürstlichen Festwochen zu noch prunkvolleren Vergnügungsmöglichkeiten der Dresdner Hofgesellschaft. Diesem Anspruch folgend führte die Bogenschützen-Gesellschaft auf Verlangen des Kurfürsten das Vogelschießen auch an höfischen Plätzen wie im Großen Garten oder auf der Schmelzwiese hinter dem Herzogin Garten durch. Erst ab 1724 fanden die Wettstreite wieder auf der Wiese vor dem Ziegelschlag statt.
In Folge zunehmender Kriegsunruhen und auftretender Naturkatastrophen kam es ab Mitte des 18. bis Anfang des 19. Jahrhunderts erneut zu Unterbrechungen im Pfingstschießen. Mit der Wiederaufnahme führte man 1827 das Schießen auf einen Prämienvogel an niedriger Stange, 1830 das von den Ehefrauen der Schützen und den weiblichen Mitgliedern des sächsischen Königshauses geschätzte Damenschießen sowie ein Kinderschießen ein.
Eine fast 100 Jahre währende Streitigkeit wegen sogenannter Nutzungsschäden an der Wiese vor dem Ziegelschlag zwischen der Fleischerinnung als Verpächterin und der Bogenschützen-Gesellschaft konnte 1841 beigelegt werden. Der Stadtrat entschied notgedrungen, das Vogelschießen versuchsweise auf den ehemaligen Exerzierplatz der Kommunalgarde, ein Areal zwischen heutiger Gerok-, Dürer- und Güntzstraße, zu verlegen, wo die Schießen auf den hölzernen Vogel noch 30 Jahre lang durchgeführt wurden. Der Umzug brachte der Gesellschaft erhebliche Kosten; allein die Erbauung eines Schießsalons und eines Musikpavillons verschlangen 3000 Taler.
Anfang des Jahres 1846 wurde eine 400-jährige Jubelfeier des Bestehens der Gesellschaft angeregt, dann jedoch nach tiefgreifenden Recherchen als unzulässig erklärt. Mit dem Vogelschießen der Jahre 1847 und 1852 verbanden sich die Feiern zum 50-jährigen Schützenjubiläum von König Friedrich August II. und dessen Bruder Prinz Johann. Die Mitglieder der kurfürstlichen bzw. königlichen Familie waren von Geburt an Mitglied in der Bogenschützen-Gesellschaft.

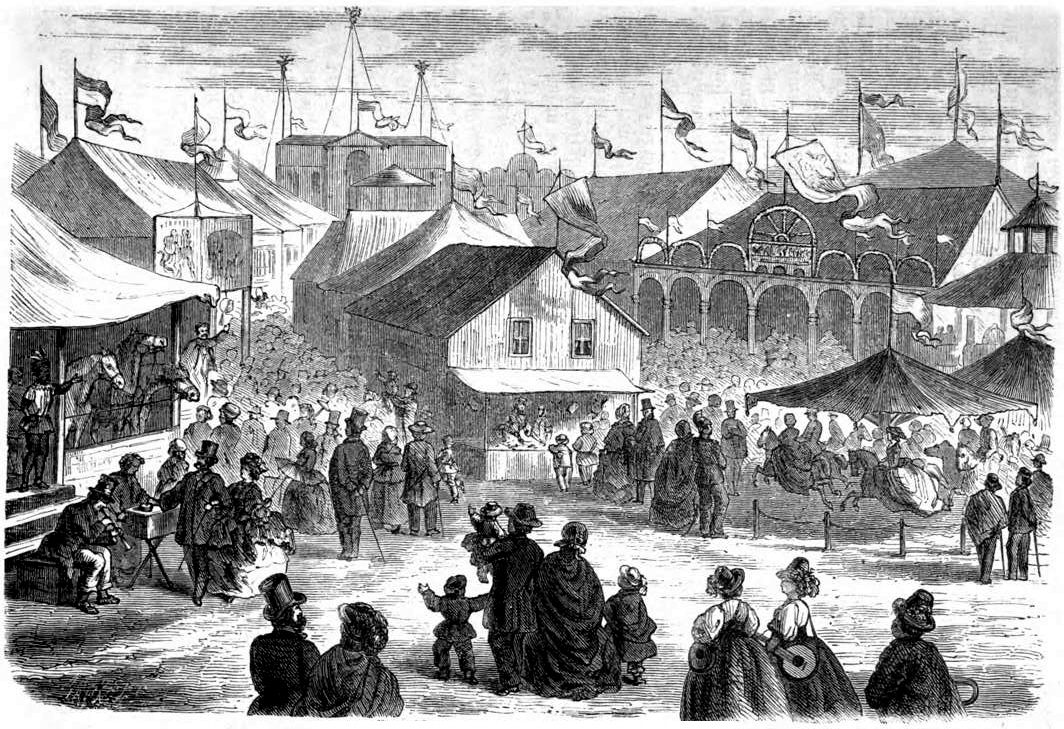
Vogelschießen auf der Dresdner Vogelwiese Mitte des 19. Jahrhunderts

Auf der Festwiese des Jahres 1862 kam erstmals ein türkisches Pascha-Zelt als Empfangspavillon für den Schützenkönig zum Einsatz, das als Trophäe am 2. September 1683 von Kurfürst Johann Georg III. bei der Schlacht um Wien erbeutet worden war. 1865 weihte die Bogenschützen-Gesellschaft ihr neu angeschafftes Gesellschaftsbanner ein. Darauf befand sich im Mittelpunkt stehend der Armbrustschütze, verbunden mit dem Wahlspruch: „Treue dem König, Opfer dem Vaterlande, Gehorsam den Gesetzen“; dies galt als das Vermächtnis der Altvorderen der Bogenschützen. 1870 endete die seit 1763 eingeführte Regelung, dass sich der Landesherr von einem Hofkavalier bzw. königlichen Kommissar bei den Schießwettbewerben vertreten ließ.
Seit Mitte der 1860er Jahre geriet die Bogenschützen-Gesellschaft in eine existenziell bedrohliche Krise. Der vom Rat der Stadt gefasste Beschluss, sich zukünftig aus der Mitwirkungspflicht gegenüber dem Dresdner Schützenwesen zu entziehen, bedeutete das finanzielle Aus für das Vogelschießen zu Pfingsten auf der Vogelwiese. In der Folge ließ sich die Bogenschützen-Gesellschaft 1868 in das Genossenschaftsregister eintragen, um somit ihren bisherigen Status als öffentlich-rechtliche Körperschaft aufzugeben und sich dem Privatrecht zu unterwerfen. 1873 beschied der Rat, dass das Gemeinwesen keinerlei Pflichten mehr gegenüber der Bogenschützen-Gesellschaft zu erfüllen hat. Mit der befristeten Weiternutzung des bis dahin genutzten Platzes sowie einer Aufhebung der verwaltungsbehördlichen Oberaufsicht endete 1873 ein seit der Begründung der städtischen Wehrverfassung bestehendes Verhältnis. Nachdem der Vorstand den Beschluss von 1868 als einen folgenreichen Fehler erkannt hatte, wurde dieser unter Verlust alter Rechte am 20. März 1876 annulliert.

### Kommerzialisierung
Ab hier stand die über 400 Jahre alte Ratsverantwortung, deren Grundidee der Aufrechterhaltung der Wehrhaftigkeit des Städtebürgertums galt, in alleiniger Verantwortung der Bogenschützen-Gesellschaft. Die vom Rat der Stadt befristete Verlängerung der Platznutzung um ein Jahr machte es erforderlich, eine neue Vogelstangenwiese zu finden. Nach der Zustimmung durch die Generalversammlung der Bogenschützen wurde 1874 der Kauf einer 130.000 Quadratmeter großen Wiese an der Elbe im Dresdner Stadtteil Johannstadt (an der heutigen Waldschlößchenbrücke), beschlossen. Zur Finanzierung legte die Bogenschützen-Gesellschaft eine Mitgliederanleihe von 150.000 Mark in 1000 auslosbaren Schuldscheinen je 150 Mark auf und begann noch im gleichen Jahr mit den Baumaßnahmen. Das Wiesenareal wurde in Straßen, Plätze und den Königsplatz in der Mitte gegliedert und mit Strom- und Wasseranschlüssen versehen. Den Königsplatz mit Schießhalle und Musikpavillon umsäumten neben dem Königs- und Schützenzelt diverse Schankwirtschaften. Vor der Schießhalle standen in östlicher Richtung drei Vogelstangen mit ihren daran befestigten Holzvögeln für das Vogelschießen. In westlicher sowie nördlicher Lage fügten sich die für die Verpachtung vorgesehenen Plätze für Händlerbuden und Schaustellungen in das neue Volksfestgelände ein.
Nach den ersten erfolgreichen Jahren auf dem Festgelände konnten die aufgenommenen Mitgliederanleihen bereits 1888 komplett getilgt werden. Neben den jährlich wiederkehrenden Einnahmen durch Standgelder der Händler und Schausteller füllten zusätzliche 50.000 Mark durch Ablöse staatlicher Privilegien die Gesellschaftskasse.
Mit dem Vogelschießen des Jahres 1877 verband die Bogenschützen-Gesellschaft die 300-jährige Wiederkehr der Vogelwiese. In einem historisch ausgestatteten Festzug demonstrierten die Bogenschützen die Entwicklungsgeschichte der Dresdner Schießfeste der letzten drei Jahrhunderte. Im nächsten Jahr, anlässlich des 50-jährigen Schützenjubiläums von König Albert von Sachsen, eröffnete der König nach alter Regel das Schießen nach dem großen Vogel (4 Meter × 2,5 Meter, 100 Kilogramm) mit „ganzer Rüstung“. Zum 800. Regierungs-Jubiläum des Hauses Wettin am 19. Juni 1889 nahm die Privilegierte Bogenschützen-Gesellschaft mit 25 Bogenschützen in historischer Tracht am Festzug teil; hierfür bewilligte der Generalkonvent 1800 Mark.

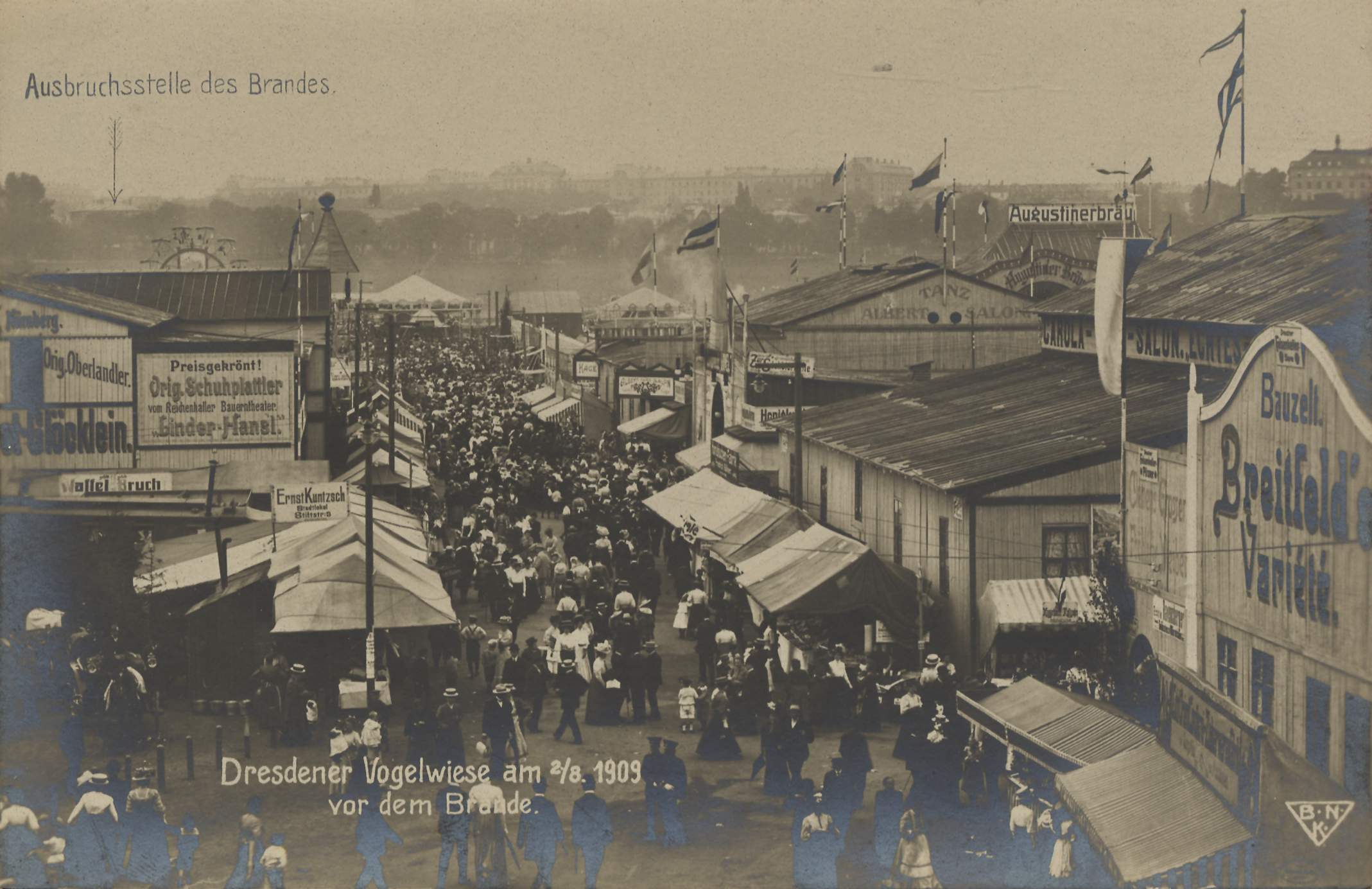
Vogelwiese 1909 mit Markierung der Brandausbruchsstelle

1904 schloss die Bogenschützen-Gesellschaft mit dem Rat einen Vertrag, in dem sie außerhalb der Vogelwiesenzeit ihr Areal der Stadt zur kostenfreien Nutzung für Spiel- und Sportzwecke überließ. Zugleich unterwarf sie sich den Bestimmungen eines neuen Ortsgesetzes im Bebauungsfall von 1898 und verabredete mit der Stadt eine vorbehaltliche Flächennutzungsvereinbarung. Das Jahr 1909 begann mit einem tragischen Unfall beim Aufbau der Vogelstange, als ein Neunjähriger tödlich verunglückte. Zudem breitete sich am Abend des 31. Juli ausgehend von einem mit Gästen gefüllten Holzbau für Bierausschank und Musikdarbietungen ein verheerender Flächenbrand über das Vogelwiesengelände aus. Innerhalb einer Stunde zerstörten die Flammen ein Viertel der Festwiese. Die Bogenschützen genehmigten sofort 10.000 Mark für die Hilfskasse der vom Brand Geschädigten; den Schaden an den Aufbauten der Bogenschützen selbst bezifferte man mit 12.000 Mark.
Im Jahr 1910 nahm die Vogelwiese dank diverser Zukäufe von angrenzenden Flurstücken eine Fläche von 172.000 Quadratmeter ein. Elbschiffe und die Dresdner Straßenbahn sorgten für den An- und Abtransport der Besucher. Wenige Tage vor der Ausrufung des Kriegszustandes im Juli 1914 fand letztmals ein Pfingstschießen statt. In der Folge kam es zu Unterbrechungen, die noch bis in die 1920er Jahre hineinreichten. Mit der Einführung von Einheitssatzung und Führerprinzip wurden 1936 Schützenvereine direktes Glied des Nationalsozialistischen Reichsbunds für Leibesübungen (NSRL). Das Volksfest auf der Vogelwiese erweckte wegen des „verelenden Inhalts“ und der „Zurschaustellung von Weltkriegsszenen“ Verstimmung bei den NS-Oberen. Beschränkungen folgten nach dem Ausbruch des Zweiten Weltkrieges, wobei das traditionelle Schützenfest auf der Vogelwiese weiterhin im städtischen Festkalender verblieb. Was mit der Verteidigung der mittelalterlichen Stadt begann und in einem in aller Welt bekannten Volksfest fußte, wurde mit dem Ende des Zweiten Weltkriegs im Jahr 1945 beendet. Auf der Grundlage des Gesetzes Nr. 2 des Alliierten Kontrollrats und dem darauf beruhenden Befehl Nr. 126 des obersten Chefs der Sowjetischen Militäradministration in Deutschland (SMAD) vom 30. Oktober 1945 wurde die Privilegierte Bogenschützen-Gesellschaft, wie die meisten Vereine in der Sowjetischen Besatzungszone auch, aufgelöst, verboten und ihr Eigentum beschlagnahmt.

### Königskette

Königskette von 1660–1877: Curt Reinicke Freiherr von Callenberg 1660 (1), Kurfürst Johann Georg II. 1661 (2), Herzog und Erb-Kurprinz zu Sachsen Johann Georg III. 1665 (3), Churprinzlicher Hof-Marschall Heinrich Gebhard von Miltitz 1673 (4), Kurfürstin zu Sachsen Magdalena Sybilla 1676 (5), Kammerherr August von Einsiedel 1677 (6), Stadtrichter Philipp Strobel 1678 (7), Königlicher Gesandter Großbritanniens Joannes Robinson 1707 (8), Unbekannter Stifter um 1600 (9), Unbekannter Stifter undatiert (10), Sämtliche Mitglieder der Armbrust-Schützen-Societät 1769 (11), Kgl. Staatsminister Bernhard August von Lindenau 1832 und 1839 (12), Viertelmeister und Ältester der Bogenschützen-Gesellschaft Carl Senf 1840 (13), Kommissionsrat Heinrich Klemm 1862 (14), Kreishauptmann von Georg Curt von Einsiedel 1877 (15)

Als äußeres Zeichen der Schützenkönigswürde galt die Königskette – auch Vogelkleinod genannt, da sich daran ein silberner Vogel als Anhang befand. Sie wurde in einer Schützenlade aufbewahrt und bildete das Heiligtum der Schützenvereinigung. Die Kette wurde ein Jahr lang von dem letzten Schützenkönig bei Schützenauszügen oder Schießveranstaltungen der Öffentlichkeit präsentiert. Diesem oblag es nach geltender Schützenordnung einen Anhänger „aus edlem Metalle“ an die Kette zu stiften. Im Laufe der Zeit wurde die Königskette durch den Zuwachs von Anhängern immer schwerer und das Tragen zu einer Tortur für den Schützenkönig. Die silberne Königskette der Privilegierten Bogenschützen-Gesellschaft wog bis zu ihrer Erneuerung im Jahr 1660 stattliche 21 Pfund, an ihr befanden sich 75 kleinere und größere Schildchen und Vögel; ihre Entstehung ging bis ins Jahr 1513 zurück und endet 1627. Als Kurfürst Johann Georg II. nach dem Dreißigjährigen Krieg das Vogelschießen fortführen wollte, regte er gleichzeitig eine neu anzuschaffende Königskette an. Die alte Silberkette wurde eingeschmolzen, um aus dem Materialerlös eine 1,60 Meter lange goldene Kette in Auftrag geben zu können. Das „erste“ Schießen im Jahre 1660 war zugleich der Beginn einer neuen Königskette. Dem zukünftigen Ober-Hofmarschall Kurt Reinicke Freiherr von Callenberg oblag es das erste Schild für die neue Kette zu stiften. Sein Schild in vergoldetem Silber – zwei Greifen halten das Callenbergische Wappen und darunter die Jahreszahl 1660 – eröffneten die Insigne. Als von Callenberg im nächsten Jahr erneut den Vogel abschoss, schaltete sich der Kurfürst ein. Er sah sich als Begründer der Königskette in der Reihenfolge der Stifter benachteiligt und ergänzte die Kette mit seinem Schild. Und so kamen im Verlauf von 230 Jahren – man hielt sich dabei nicht mehr an die traditionellen Vorschriften – 15 Stiftungsmedaillons hinzu.  
Die Bestrebungen der Bogenschützen waren immer auf eine sichere Verwahrung ihrer Schützenkleinodien und des Silberschatzes ausgerichtet. Die Verbringung bei Nichtgebrauch in städtische Verwahrungen garantierte die sichere Lagerung des kostbaren Schatzes. Seit 1891 konnte die Königskette mit ihren Medaillons in den Ausstellungen des Dresdner Stadtmuseums betrachtet werden. Am 20. September 1977 ereignete sich dann einer der größten und spektakulärsten Kunstdiebstähle in der DDR. Tagsüber schalteten bis heute unbekannte Räuber die Überwachungskameras aus und öffneten eine Vitrine mittels einer Büroklammer. Unbemerkt stahlen sie neben Teilen des Sophienschatzes die komplette Königskette der Bogenschützen-Gesellschaft. Der Diebstahl konnte nie aufgeklärt werden, jedoch wurde alles bis auf die goldene Kette und das undatierte Monogramm C.C.H.v.R. in den Besitz des Dresdner Stadtmuseums zurückgeführt.